# جوزيف كلاسن
جوزيف كلاسن (بالهولندية: Jozef Klaassen)‏ هو مجدف هولندي، ولد في 5 مارس 1983 في ثمز ‏ في نيوزيلندا.

## وصلات خارجية
- جوزيف كلاسن على موقع الاتحاد الدولي للتجديف (الإنجليزية)
- جوزيف كلاسن على موقع اللجنة الأولمبية الدولية (الإنجليزية)
- جوزيف كلاسن على موقع أوليمبيديا (الإنجليزية)